# Sonic Forces
Sonic Forces (ソニックフォース?, Sonikku Fōsu) è un videogioco della serie Sonic the Hedgehog, pubblicato da SEGA per le console Nintendo Switch, PlayStation 4 e Xbox One e per Microsoft Windows. Sviluppato dal Sonic Team in collaborazione con lo studio Hardlight, il gioco è stato presentato per la prima volta con il nome provvisorio di Project Sonic 2017 durante il San Diego Comic-Con International del 22 luglio 2016, è l'ultimo dei tre giochi pubblicati per festeggiare il venticinquesimo anniversario della serie (gli altri due sono il livello di Sonic in LEGO Dimensions e Sonic Mania), ed è uscito il 7 novembre del 2017.
Tra il 12 ottobre e il 7 novembre è stato distribuito un fumetto digitale i cui eventi sono canonici alla trama, scritto dal Sonic Team, da Ian Flynn e illustrato da Adam Bryce Thomas (vedi qui).

## Trama

### Prologo

#### Moment of Truth(fumetto digitale)
Il primo albo è ambientato durante un attacco del Dr. Eggman dopo la presunta morte di Sonic e si incentra sulla Spina intento ad aiutare i Chaotix a rinforzare le difese, terminando con la vittoria dei civili. Per la Spina è la prima occasione per dimostrare quanto possa fare in un modo per diventare un grande eroe.

#### Stress Test(fumetto digitale)
Silver viaggia nel tempo e raggiunge Angel Island per chiedere aiuto a Knuckles. Improvvisamente si ritrovano nell'epoca in cui la tribù degli Echidna era ancora intatta e subito dopo spunta Chaos. Knuckles cerca di convincere Silver che è innocuo e gentile ma questo li aggredisce. I due riescono a fermarlo e decidono di chiedere rinforzi nel presente. Il motivo per cui Chaos li aveva attaccati è per colpa di Eggman, che ha testato per la prima volta il Rubino Fantasma.

#### Looming Shadow(fumetto digitale)
Questo albo è collocato durante una missione del Team Dark nel DLC Episodio Shadow. Shadow è in azione ed è in contatto radio con Rouge e Omega. Il robot tenta di fermare Infinite e viene disattivato.

#### Rise of Infinite(fumetto digitale)
L'ultimo numero narra del primo incontro tra il Dr. Eggman e Infinite. Eggman ha appena scoperto una gemma rossa ignota contenente un gran potere e la battezza Rubino Fantasma. Poco dopo si ritrova ad affrontare la Squadra degli sciacalli (di cui Infinite è il capo), dei mercenari con la missione di distruggere la base dello scienziato per una taglia. Dopo aver scoperto i poteri del Rubino Fantasma, Eggman e Infinite si alleano per conquistare il mondo.

#### Episodio Shadow(DLC)
Un mese prima dell'inizio del gioco, Shadow viene informato da Rouge della scoperta di una base di Eggman attiva sita in un luogo strategicamente inutile e raggiungere Omega. Questi attacca la base da solo e perde il contatto radio. Arrivato troppo tardi, Shadow incontra Infinite, il quale gli ricorda che alcuni mesi fa il riccio nero aveva annientato la Squadra Jackal (gli sciacalli mercenari agli ordini di Infinite) posta a difesa di una base dello scienziato a Mystic Jungle; Infinite raggiunse Shadow per vendicare i compagni, ma questi ebbe la meglio e gli disse di non mostrare più la sua faccia. Traumatizzato in piena crisi di nervi, Infinite indossò una maschera di metallo e assorbì i poteri del Rubino Fantasma diventando potentissimo. A questo punto, lo sciacallo intrappola Shadow in una realtà virtuale dalla quale riesce a uscire e Infinite, soddisfatto dei risultati, annuncia che nemmeno Sonic potrà fermarlo e fugge dalla base in procinto di esplodere senza rispondere all'interrogatorio del nemico, costretto al ritiro. Un mese dopo, Rouge informa Shadow che Eggman sta attaccando la città e Sonic è a rinforzo; mentre Shadow ricorda le ultime parole sentite da Infinite, Rouge informa il collega della sconfitta di Sonic per mano dello sciacallo e dei suoi soldati cloni.

### Sonic Forces
Appresa la notizia che il malvagio Dr. Eggman è tornato con l'intento di vendicarsi (dopo gli eventi di Sonic Lost World), conquistare il mondo e di trasformarlo in Eggmanlandia, Sonic corre subito a sventare i suoi diabolici piani, ma stavolta non c'è la fortuna ad assisterlo. Difatti il riccio blu, proprio mentre sta per avere la meglio, viene fermato, picchiato e sconfitto da quattro suoi vecchi nemici-rivali (Metal Sonic, Shadow, Chaos e Zavok) e un potente e misterioso essere alleato dello scienziato, dotato di una forza e di una velocità superiori alle sue, chiamato Infinite.
Liberatosi della sua nemesi, che viene creduta morta da tutti per sei mesi, Eggman ne approfitta per conquistare il 99,9% di tutto il pianeta, mentre Knuckles si oppone alla sua tirannia formando un movimento di resistenza assieme ai suoi amici e ad un gruppo di animali ribelli a cui si unisce anche un sopravvissuto agli attacchi di Eggman, ovvero un nuovo personaggio di nome Avatar (personalizzabile dal giocatore), soprannominato Spina (Rookie in lingua originale, ovvero recluta, novellino). Tails invece cade nella depressione e mentre cerca di riparare Omega, viene colto di sorpresa da un clone di Chaos che viene sconfitto da Sonic Classico, comparso da un varco temporale. I due si alleano immediatamente.
Successivamente Knuckles viene informato da Rouge che Sonic è ancora vivo ed è stato imprigionato nel Death Egg, la famigerata stazione spaziale di Eggman: questi lo aveva tenuto vivo per mostrargli il trionfo del suo impero prima di esiliarlo nello spazio. Knuckles decide così di mandare una squadra di salvataggio per liberarlo: partono da Chemical Plant e raggiungono l'hangar del Death Egg. Solo la Spina si avvicina di più e fa scattare un allarme. Contemporaneamente nell'area detentiva, Zavok sta per esiliare Sonic: approfittando dell'allarme, Sonic stende Zavok (che svanisce inspiegabilmente) e raggiunge l'hangar dove incontra la Spina. I due ritornano nel QG della Resistenza e come prima missione distruggono una fabbrica di armi di Eggman nascosta in una piramide.
Subito dopo, Sonic si reca a Mystic Jungle in aiuto di Silver e ingaggia uno scontro con Infinite. Sonic ha la meglio ma lo sciacallo fugge. Poco dopo Tails e Sonic Classico spiano Eggman e Infinite a Green Hill che distruggono un prototipo di Rubino Fantasma ritenuto obsoleto. Il porcospino salta allo scoperto e affronta lo scienziato sull'Egg Dragoon, il quale, prima di ritirarsi annuncia che fra tre giorni scatenerà il suo asso nella manica.
Dopo che Sonic Classico e Tails si sono uniti alla Resistenza assieme a Sonic, quest'ultimo viene mandato nella città a respingere un attacco guidato da Shadow. All'improvviso compare il vero Shadow che elimina il doppione e spiega l'abilità di Infinite: è in grado di creare repliche virtuali di chiunque con le stesse abilità dell'originale.
La Spina dirige un attacco massiccio a Metropoli ma il malvagio Infinite annienta le truppe con il Rubino Fantasma: Solo la Spina porta a termine l'operazione scontrandosi con lo sciacallo. In seguito Tails e Sonic Classico capiscono che per vincere bisogna distruggere il Rubino Fantasma: si infiltrano nella rete informatica di Eggman e scoprono che la sua fonte di energia è nel Death Egg. Distruggendo la stazione, il Rubino sarà inutile e con la distruzione della gemma Sonic Classico potrà tornare a casa. Intanto Sonic e la Spina hanno appena eliminato una replica di Metal Sonic. La Spina viene mandata a Green Hill a fare da esca, mentre Sonic va a Chemical Plant per distruggere l'arsenale del Death Egg permettendo così alla sua controparte di far esplodere la stazione spaziale, costringendo Eggman a ritirare il suo esercito da Metropolis. La Resistenza decide di affrontarlo direttamente ma il dottore aveva creato una fonte di energia di riserva proprio sotto Metropolis; Infinite bandisce Sonic e la Spina nel Null Sapce, ma riescono a uscirne e obbligano Eggman a una completa ritirata.
Finalmente, i ribelli possono prendere d'assalto la fortezza dell'Impero di Eggman per eliminare la fonte energetica di riserva del Rubino Fantasma. Dopo essere stato fucilato da Omega, Infinite scatena l'asso della manica: crea un sole virtuale per sciogliere l'intera Resistenza ma Tails si accorge che la Spina è l'unico a poter far sparire il sole, essendo l'unico in grado di usare l'ultimo prototipo della gemma: si arrampica sulla torre ed elimina il sole (sebbene il prototipo venga distrutto sul colpo).
Sonic ingaggia lo scontro finale con Infinite, indebolito per aver creato il sole: ma non appena l'energia si ricarica, la Spina raggiunge il collega e i due sconfiggono lo sciacallo ancora una volta, facendolo svanire e probabilmente morire. Tuttavia Eggman dice che non è finita. Sonic e la Spina distruggono la fonte di riserva con un'apparente vittoria: in quel momento compare Eggman a bordo del suo Robot Death Egg potenziato dal vero ed invulnerabile Rubino Fantasma, mentre le repliche aumentano. Sonic, Sonic Classico e la Spina distruggono il robot e il rubino, facendo sparire lo scienziato e la sua armata di repliche. La Resistenza ha finalmente vinto. Knuckles la scioglie e tutti cominciano a riordinare il mondo mentre Sonic Classico svanisce, tornando a casa. In una scena dopo i titoli di coda Silver consiglia agli amici di non abbandonare la Resistenza ma il dolce Tails dice che non importa se la squadra non ci sarà più e loro saranno amici per sempre. Infine Sonic e la Spina si salutano e partono in aiuto di bisognosi.

## Personaggi

### Personaggi giocabili
- Sonic the Hedgehog / Super Sonic [DLC] (Moderno)
- Sonic the Hedgehog / Super Sonic [DLC]   (Sonic Mania)
- Avatar "Spina"
- Shadow the Hedgehog (DLC Episodio Shadow e in certi livelli di Sonic moderno)

### Personaggi non giocabili
- Miles "Tails" Prower
- Knuckles the Echidna
- Amy Rose
- Rouge the Bat
- E-123 Omega
- Silver the Hedgehog
- Vector the Crocodile
- Espio the Chameleon
- Charmy Bee
- Dr. Eggman
- Infinite
- Metal Sonic
- Orbot
- Cubot
- Zavok
- Chaos

## Modalità di gioco
Esistono tre tipi di modalità di gioco in Sonic Forces:
- "Sonic" ha abilità uguali ai precedenti capitoli della Serie Moderna (turbo, attacco a ricerca e doppio salto).
- "Avatar" ha le stesse abilità di Sonic tranne il Turbo, che funziona solo nei livelli a squadra. Le sue abilità variano a seconda della specie scelta durante la creazione del personaggio. Per combattere usa le Wispon, armi da fuoco alimetate da Wisp, creaturine aliene provenienti dai videogiochi Sonic Colours e Sonic Lost World, che daranno vari poteri a seconda della Wispon che si userà.
- "Sonic Classico" ha una modalità di gioco proveniente dagli originali titoli di Sonic usciti su Mega Drive. Le caratteristiche principali sono lo Scatto avvitato (Spin Dash) e lo Scatto verticale (Drop Dash), nuova mossa proveniente dal capitolo videoludico della Serie Classica, Sonic Mania.

A livello di gameplay, Sonic Forces non presenta molte innovazioni. Difatti il giocatore dovrà muovere il suo personaggio in livelli realizzati in 2,5D ed in 3D, proprio come nei titoli della serie usciti prima del controverso Sonic Boom: L'ascesa di Lyric. Tuttavia ci sono alcuni elementi che differenziano il gioco dai capitoli precedenti, tra cui un sistema di vite illimitato e il fatto che il personaggio, ogni volta che sarà colpito, non potrà recuperare tutti gli anelli persi. Inoltre, oltre a rivestire i panni sia di Sonic Moderno (l'aspetto di Sonic usato da Sonic Adventure in poi) sia di Sonic Classico (protagonista dei primi giochi della serie usciti su Sega Mega Drive), si dovrà creare un proprio Avatar personalizzabile, con 7 specie diverse (riccio, lupo, coniglio, orso, uccello, gatto e cane) con un'abilità specifica a seconda della specie, che avrà un ruolo centrale nel corso della storia. Le azioni principali dell'animale sono incentrate sul suo gancio, usato per aggrapparsi ad una piattaforma e sulle Wispon, delle armi che gli consentono di uccidere i nemici e di muoversi rapidamente nei livelli. È possibile usare il personaggio anche nella modalità Tag (che ricorda molto il sistema del gioco di Sonic Heroes) in cui segue Sonic aiutandolo a sconfiggere i nemici con una mossa speciale, il Turbo Doppio (Double Boost) Oltretutto è possibile giocare anche con Shadow nel DLC del gioco Episodio Shadow, pubblicato il 7 novembre, che fa da prequel alla storia del gioco (assieme ai quattro albi del fumetto digitale) spiegando come Infinite abbia ottenuto i suoi attuali poteri. Contando anche i boss ci sono in totale 30 livelli divisi in sette ambientazioni: Green Hill, Chemical Plant, Città, Mystic Jungle, Metropolis, Death Egg ed Eggman Empire Fortress. Quest'ultima ha ben due boss, mentre le repliche di Chaos e Shadow non hanno scontri giocabili.
| Nome e colore della Wispon | Attacco normale                                                     | Abilità speciale                                               |
| -------------------------- | ------------------------------------------------------------------- | -------------------------------------------------------------- |
| Wispon Fiamma (rosso)      | Sputa fuoco. Tenendo premuto diventa un lanciafiamme.               | Carica un'esplosione che annienta nemici e lancia a mezz'aria. |
| Wispon Fulmine (avorio)    | Emana una frusta di corrente elettrica.                             | Fa muovere alla velocità del fulmine vicino a Ring o nemici.   |
| Wispon Cubo (blu)          | Trasforma i nemici in cubi che rilasciano Ring una volta distrutti. | Crea piattaforme.                                              |
| Wispon Asteroide (indaco)  | Aggancia i nemici con cloni.                                        | Rende invincibili e attira oggetti.                            |
| Wispon Trivella (giallo)   | Attacca con una trivella.                                           | Scava sottoterra e nei muri, permettendo di arrampicarsi.      |
| Wispon Turbine (verde)     | Spazza via i nemici con onde d'urto.                                | Permette di librarsi in aria.                                  |
| Wispon Voragine (viola)    | Risucchia nemici e anelli con un buco nero.                         | Teletrasporta nella direzione desiderata.                      |

## Sviluppo
Lo sviluppo di Sonic Forces è iniziato poco dopo il completamento di Sonic Lost World (2013), con il nome in codice Project Sonic 2017, assieme a Sonic Mania. È stato creato dal Sonic Team; la maggior parte dei membri aveva contribuito a Sonic Colours e Sonic Generations (che hanno una premessa simile). Il gioco, diretto da Morio Kishimoto (già regista delle versioni per console di Sonic Colours e Lost World), è stato creato per festeggiare il 25º anniversario della serie e il titolo in codice è stato scelto per sottolineare gli argomenti di potere, lavoro di squadra e armate.
Il gioco era stato pensato per dare al mondo di Sonic una prospettiva più tetra, in contrasto ai precedenti titoli più fantasiosi, oltre a espandere il gameplay di Sonic moderno (introdotto in Unleashed e Colours). Per ottenere tali risultati, i prgrammatori hanno realizzato livelli che sembrassero desolati e più realistici. Per programmare il gioco, gli autori hanno usato l'Hedgehog Engine 2, una versione aggiornata del motore grafico usato in Sonic Unleashed e Sonic Generations. Il gameplay si basa principalmente su quello di Unleashed, con elementi tratti da Colours e Generations. Una volta aggiornato il software, i primi livelli realizzati sono stati quelli urbani, poi usati come riferimento per gli altri. Durante lo sviluppo, il Sonic Team mirava a rendere i livelli unici e contrastanti e hanno suggerito varie idee; un esempio era una prigione in una Green Hill più cupa. In un certo momento, il tradizionale sistema di ring come punti vita è stato abbandonato per bilanciare la difficoltà del gioco e per realizzare i livelli "classici", il team ha usato come riferimento Generations e Mania.
Il capo del Sonic Team Takashi Iizuka ha spiegato che per anni aveva osservato molti personaggi amatoriali creati dai fan, al punto di decidere di dare ai giocatori l'opportunità di giocarli come propri. Al team è stata quindi data la libertà di creare le meccaniche per le specie degli animali e personalizzazione. Secondo il produttore Shun Nakamura, il sistema intende modificare i personaggi esistenti anziché usare le complesse meccaniche di franchise come Fallout, così i personaggi avrebbero potuto fare maggiormente parte dell'universo di Sonic. Nonostante la creazione di Sonic Mania fosse iniziata anni dopo rispetto a Forces, ne ha influenzato lo sviluppo; le trame dei due giochi sono collegate e Mania è stato supervisionato per eccitare il pubblico per Forces.

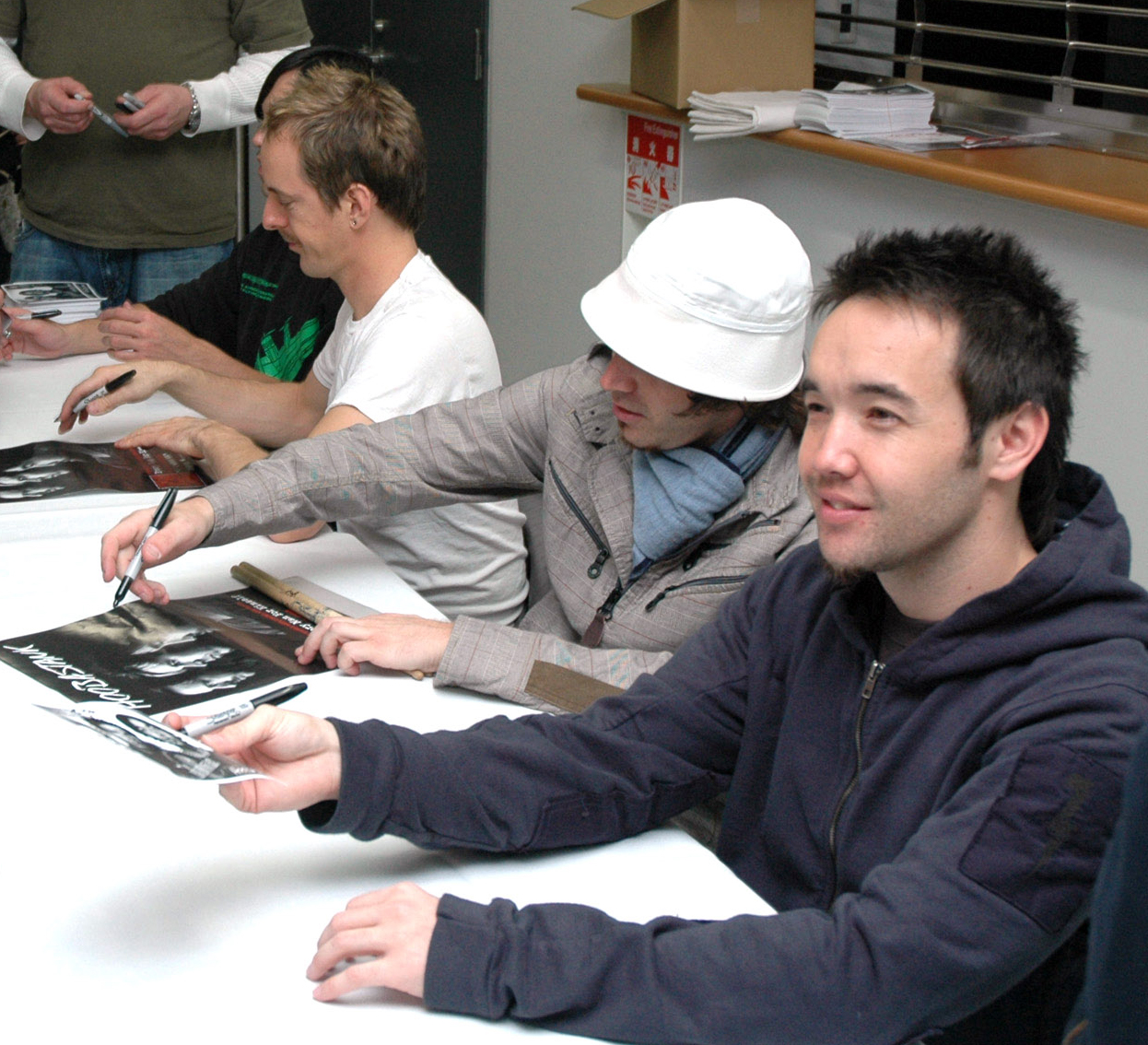
Doug Robb (a destra) degli Hoobastank ha co-composto e cantato il tema principale, "Fist Bump".

Al copione inglese, poi tradotto in Italia, hanno contribuito Ken Pontac e Warren Graff. Le musiche sono state composte principalmente dal direttore sonoro della serie Tomoya Ohtani ed eseguite dalla London Symphony Orchestra, altre sono opera di Naofumi Hataya, Kenichi Tokoi e Takahito Eguchi. Il tema principale, "Fist Bump", è stato scritto a Ohtani, mentre il testo è stato scritto e cantato da Doug Robb degli Hoobastank. Ohtani ha composto anche il tema di Infinite, eseguito da Tyler Smyth e Andy Bane dei DangerKids. Sono stati usati anche arrangiamenti di musiche tratte dai videogiochi Sonic CD (1993), Sonic Adventure 2 (2001), Shadow the Hedgehog (2005) e Sonic Lost World (2013). In Giappone, l'etichetta discografica di Sega ha pubblicato la colonna sonora ufficiale in tre dischi, Sonic Forces Original Soundtrack – A Hero Will Rise il 13 dicembre 2017.

## Doppiaggio
Come nei videogiochi precedenti il doppiaggio italiano è basato sul copione internazionale di Pontac e Graff, ed è stato eseguito agli studi Jinglebell Communication di Milano, sotto la direzione di Alice Bongiorni.
| Personaggi                   | Doppiatore originale                                                                           | Doppiatore americano                                                                                                 | Doppiatore italiano |
| ---------------------------- | ---------------------------------------------------------------------------------------------- | --- | --- |
| Sonic the Hedgehog (Moderno) | Jun'ichi Kanemaru                                                                              | Roger Craig Smith | Renato Novara |
| Avatar "Spina"               | Yū Seki (versione maschile) Aoi Yūki (versione femminile)                                      | Yū Seki (versione maschile) Aoi Yūki (versione femminile)                                                            | Yū Seki (versione maschile) Aoi Yūki (versione femminile)                                                                |
| Miles "Tails" Prower         | Ryō Hirohashi                                                                                  | Colleen O'Shaughnessey                                                                                               | Benedetta Ponticelli |
| Knuckles the Echidna         | Nobutoshi Canna                                                                                | Travis Willingham | Maurizio Merluzzo |
| Shadow the Hedgehog          | Kōji Yusa                                                                                      | Kirk Thornton | Claudio Moneta |
| Amy Rose                     | Taeko Kawata                                                                                   | Cindy Robinson | Serena Clerici |
| Rouge the Bat                | Rumi Ochiai                                                                                    | Karen Strassman | Jasmine Laurenti |
| E-123 Omega                  | Taiten Kusunoki                                                                                | Vic Mignogna | Marco Pagani |
| Silver the Hedgehog          | Daisuke Ono                                                                                    | Quinton Flynn | Davide Albano |
| Vector the Crocodile         | Kenta Miyake                                                                                   | Keith Silverstein | Diego Sabre |
| Espio the Chameleon          | Yūki Masuda                                                                                    | Matthew Mercer | Silvio Pandolfi |
| Charmy Bee                   | Yōko Teppōzuka                                                                                 | Colleen O'Shaughnessey                                                                                               | Emanuela Pacotto |
| Dr. Eggman                   | Kotaro Nakamura                                                                                | Mike Pollock | Aldo Stella |
| Infinite                     | Takashi Kondo                                                                                  | Liam O'Brien | Andrea Bolognini |
| Orbot                        | Mitsuo Iwata                                                                                   | Kirk Thornton | Massimo Di Benedetto |
| Cubot                        | Wataru Takagi                                                                                  | Wally Wingert | Luca Sandri |
| Zavok                        | Jōji Nakata                                                                                    | Travis Willingham | Gianni Gaude |
| Annunciatore Wisp            | Fumihiko Tachiki                                                                               | Roger Craig Smith | Luca Sandri |
| Voci aggiunte                | Hikaru Maruta Harou Yamagishi Minoru Kawai Momoko Tanechi Osamu Taira Riki Kagami Midori Egawa | Colleen O'Shaughnessey Travis Willingham Cindy Robinson Quinton Flynn Keith Silverstein Matthew Mercer Wally Wingert | Davide Albano Massimo Di Benedetto Jasmine Laurenti Claudio Moneta Emanuela Pacotto Marco Pagani Diego Sabre Luca Sandri |

## Altri media

### Fumetti
Sonic Forces è una miniserie di fumetti digitale creata dal Sonic Team, scritta da Ian Flynn e illustrata da Adam Bryce Thomas, i cui eventi si collocano tra l'Episodio Shadow e l'inizio del gioco. È stato pubblicato a cadenza settimanale nelle tre settimane precedenti all'uscita del gioco, l'ultimo il 7 novembre stesso, ognuno dei quali dà il titolo alla storia presente.
Quando il 18 novembre 2022 è stato confermato che i fumetti IDW (iniziati ad aprile 2018) sono canonici ai videogiochi, tutti gli eventi originali scritti dallo stesso Flynn ambientati durante il salto temporale di sei mesi, sono considerati validi. Nel terzo capitolo del fumetto digitale, si vedono un peluche di Vector e delle foto raffiguranti il Chaos Emerald rosso, Sally Acorn e Bunnie D'Coolette (i personaggi principali della serie a fumetti edita da Archie Comics, e della seconda serie animata di Sonic) nella sala radio di Rouge.

### Videogiochi
Chaos, Zavok e Infinite sono presenti come personaggi sbloccabili e giocabili nel videogioco mobile Sonic Forces: Speed Battle, nel quale sono stati successivamente inseriti anche alcuni personaggi introdotti nei fumetti IDW come Tangle o Whisper.

## Accoglienza
Pur essendo stato lodato durante il suo sviluppo, Sonic Forces ha avuto critiche miste. La rivista giapponese Famitsū gli ha assegnato un voto di 35/40, seguito dal sito Eurogamer che ne ha parlato positivamente pur criticando le sue prestazioni su Nintendo Switch e su Xbox One, il suo level design e la sua difficoltà bassa. Il quotidiano virtuale International Business Times ha lodato la scelta di SEGA di annunciarlo assieme a Sonic Mania sostenendo che fosse un tentativo di contribuire alla fortuna della serie, mentre la critica Heather Alexandria del sito Kotaku lo ha considerato divertente anche se ha trovato confuse le meccaniche di gioco. Alex Olney di Nintendo Life, invece, lo ha stroncato criticando la sua demo, i livelli da giocare con l'Avatar e il gameplay per lui noioso di Sonic Moderno. Sonic Forces ha ricevuto anche un 5/10 dal sito web Polygon, che, nonostante avesse elogiato la possibilità di creare gli Avatar, ha criticato negativamente i pochi miglioramenti introdotti nel gameplay e le lotte contro i boss, ritenendo queste ultime ripetitive. Il sito Sonic the Comic-Online invece, lo ha elogiato per la grafica variopinta, la colonna sonora e la trama interessante, criticando tuttavia i livelli troppo corti e i controlli a volte inattivi: in totale gli hanno assegnato un 87/100. Ci sono state molte critiche anche sul personaggio di Infinite, definendolo "un cattivo privo di carisma e di una piattezza disarmante". Marco Esposto di IGN lo trovò piuttosto facile, considerandolo quasi un blockbuster pensato per i più piccoli o per chi era in cerca esclusivamente di una trama da seguire nell'universo di Sonic.
Nonostante questa accoglienza, nel febbraio del 2018, SEGA rivela che le vendite di Sonic Forces sono state forti; Nella prima settimana dal lancio, nel Regno Unito è risultato al quinto posto su tutte le piattaforme. Sempre nella prima settimana, in Giappone ha debuttato al 10º posto su PlayStation 4 con 5 938 copie e 14º su Switch con 4 686 copie, in aggiunta alle 10624 copie fisiche, per un totale di 234 000 copie. A marzo 2020, il gioco è stato tra i cinque più scaricati nella piattaforma Playstation Plus.

### Eredità
Le critiche ricevute da Sonic Forces hanno pesantemente influenzato lo sviluppo del titolo successivo, Sonic Frontiers (2022). Kishimoto ha preso consapevolezza da esse e concluso che il metodo di creare i livelli del Sonic Team avviato in Sonic Unleashed non avrebbe più soddisfatto i fan. Frontiers, oltre ad essere il primo open world, è progettato appositamente per essere lungo, con enfasi su esplorazione, puzzle e combattimento in risposta alle critiche ricevute da Forces per la breve durata. La trama di Forces ha influenzato l'inizio dei fumetti IDW; le musiche sono state riutilizzate in Super Smash Bros. Ultimate e il livello Sunset Heights è stato completamente riprogettato per Shadow Generations (2024).